# Gampengrejo
Gampengrejo är en ort i Indonesien.   Den ligger i provinsen Jawa Timur, i den västra delen av landet, 600 km öster om huvudstaden Jakarta. Gampengrejo ligger 59 meter över havet och antalet invånare är 49 118.
Terrängen runt Gampengrejo är huvudsakligen platt, men åt sydväst är den kuperad.Runt Gampengrejo är det mycket tätbefolkat, med 2 028 invånare per kvadratkilometer. Närmaste större samhälle är Kediri, 5,5 km söder om Gampengrejo. Runt Gampengrejo är det i huvudsak tätbebyggt.